# 孔若虛
孔若虚（？—1104年），字公实，北宋时兖州仙源县（今山东省曲阜市）人。孔子四十七代孫，孔仁玉玄孙，孔宜曾孙，孔延泽之孙，孔宗願次子。
孔若虚早年中进士第。元符元年（1098年）其兄孔若蒙因監修祖廟坐事被罷免。孔若蒙有子二人孔端友、孔端操，都还年幼，不能主事。朝廷大臣推荐孔若虚嗣位，于是宋哲宗由孔若虛嗣位奉聖公。崇寧三年（1104年），孔若虚因病去世，宋徽宗命孔端友嗣位衍圣公。
| 前任： 孔若蒙 | 北宋奉圣公 1098年—1104年 | 繼任： 孔端友 |

## 参看
- 孔子
- 孔子世家大宗世系
- 孔子世系
- 孔子世家大宗世系图
- 孔子世家南宗北宗世系图